# Premi Oscar 1969
La 41ª edizione della cerimonia di premiazione dei Premi Oscar si è tenuta il 14 aprile 1969 a Los Angeles, al Dorothy Chandler Pavilion.

## Vincitori e candidati
Vengono di seguito indicati in grassetto i vincitori. Ove ricorrente e disponibile, viene indicato il titolo in lingua italiana e quello in lingua originale tra parentesi.

### Miglior film
- Oliver!, regia di Carol Reed
- Funny Girl, regia di William Wyler
- Il leone d'inverno (The Lion in Winter), regia di Anthony Harvey
- La prima volta di Jennifer (Rachel, Rachel), regia di Paul Newman
- Romeo e Giulietta (Romeo and Juliet), regia di Franco Zeffirelli

### Miglior regia
- Carol Reed - Oliver!
- Franco Zeffirelli - Romeo e Giulietta (Romeo and Juliet)
- Anthony Harvey - Il leone d'inverno (The Lion in Winter)
- Gillo Pontecorvo - La battaglia di Algeri
- Stanley Kubrick - 2001: Odissea nello spazio (2001: A Space Odyssey)

### Miglior attore protagonista
- Cliff Robertson - I due mondi di Charly (Charly)
- Alan Arkin - L'urlo del silenzio (The Heart Is a Lonely Hunter)
- Alan Bates - L'uomo di Kiev (The Fixer)
- Ron Moody - Oliver!
- Peter O'Toole - Il leone d'inverno (The Lion in Winter)

### Miglior attrice protagonista
- Katharine Hepburn (ex aequo) - Il leone d'inverno (The Lion in Winter)
- Barbra Streisand (ex aequo) - Funny Girl
- Patricia Neal - La signora amava le rose (The Subject Was Roses)
- Vanessa Redgrave - Isadora
- Joanne Woodward - La prima volta di Jennifer (Rachel, Rachel)

### Miglior attore non protagonista
- Jack Albertson - La signora amava le rose (The Subject Was Roses)
- Seymour Cassel - Volti (Faces)
- Daniel Massey - Un giorno... di prima mattina (Star!)
- Jack Wild - Oliver!
- Gene Wilder - Per favore, non toccate le vecchiette (The Producers)

### Migliore attrice non protagonista
- Ruth Gordon - Rosemary's Baby - Nastro rosso a New York (Rosemary's Baby)
- Lynn Carlin - Volti (Faces)
- Sondra Locke - L'urlo del silenzio (The Heart Is a Lonely Hunter)
- Kay Medford - Funny Girl
- Estelle Parsons - La prima volta di Jennifer (Rachel, Rachel)

### Miglior sceneggiatura non originale
- James Goldman - Il leone d'inverno (The Lion in Winter)
- Neil Simon - La strana coppia (The Odd Couple)
- Vernon Harris - Oliver!
- Stewart Stern - La prima volta di Jennifer (Rachel, Rachel)
- Roman Polański - Rosemary's Baby - Nastro rosso a New York (Rosemary's Baby)

### Miglior sceneggiatura originale
- Mel Brooks - Per favore, non toccate le vecchiette (The Producers)
- Franco Solinas e Gillo Pontecorvo - La battaglia di Algeri
- John Cassavetes - Volti (Faces)
- Ira Wallach e Peter Ustinov - Milioni che scottano (Hot Millions)
- Stanley Kubrick e Arthur C. Clarke - 2001: Odissea nello spazio (2001: A Space Odyssey)

### Miglior film straniero
- Guerra e pace (Voina i mir), regia di Sergej Bondarcuk (Unione Sovietica)
- Baci rubati (Baisers volés), regia di François Truffaut (Francia)
- La ragazza con la pistola, regia di Mario Monicelli (Italia)
- Fuoco ragazza mia! (Horí, má panenko), regia di Miloš Forman (Cecoslovacchia)
- I ragazzi della via Paal (A Pál utcai fiúk), regia di Zoltán Fábri (Ungheria)

### Miglior fotografia
- Pasqualino De Santis - Romeo e Giulietta (Romeo and Juliet)
- Harry Stradling - Funny Girl
- Daniel L. Fapp - Base artica Zebra (Ice Station Zebra)
- Oswald Morris - Oliver!
- Ernest Laszlo - Un giorno... di prima mattina (Star!)

### Miglior scenografia
- John Box, Terence Marsh, Vernon Dixon e Ken Muggleston - Oliver!
- George W. Davis e Edward Carfagno - L'uomo venuto dal Kremlino (The Shoes of the Fisherman)
- Boris Leven, Walter M. Scott e Howard Bristol - Un giorno... di prima mattina (Star!)
- Tony Masters, Harry Lange e Ernie Archer - 2001: Odissea nello spazio (2001: A Space Odyssey)
- Mikhail Bogdanov, Gennady Myasnikov, G. Koshelev e V. Uvarov - Guerra e pace (Voyna i mir)

### Migliori costumi
- Danilo Donati - Romeo e Giulietta (Romeo and Juliet)
- Margaret Furse - Il leone d'inverno (The Lion in Winter)
- Phyllis Dalton - Oliver!
- Morton Haack - Il pianeta delle scimmie (Planet of the Apes)
- Donald Brooks - Un giorno... di prima mattina (Star!)

### Migliori effetti speciali
- Stanley Kubrick - 2001: Odissea nello spazio (2001: A Space Odyssey)
- Hal Millar e Joseph McMillan Johnson - Base artica Zebra (Ice Station Zebra)

### Miglior montaggio
- Frank P. Keller - Bullitt
- Frank Bracht - La strana coppia (The Odd Couple)
- Ralph Kemplen - Oliver!
- Robert Swink, Maury Winetrobe e William Sands - Funny Girl
- Fred Feitshans e Eve Newman - Quattordici o guerra (Wild in the Streets)

### Miglior sonoro
- Shepperton Studio Sound Department - Oliver!
- Warner Bros. - Seven Arts Studio Sound Department - Bullitt
- Warner Bros. - Seven Arts Studio Sound Department - Sulle ali dell'arcobaleno (Finian's Rainbow)
- Columbia Studio Sound Department - Funny Girl
- 20th Century-Fox Studio Sound Department - Un giorno... di prima mattina (Star!)

### Migliore colonna sonora
- Adattamento con canzoni originali
  - John Green - Oliver!
  - Ray Heindorf - Sulle ali dell'arcobaleno (Finian's Rainbow)
  - Walter Scharf - Funny Girl
  - Lennie Hayton - Un giorno... di prima mattina (Star!)
  - Michel Legrand e Jacques Demy - Josephine (Les demoiselles de Rochefort)

- Drammatica
  - John Barry - Il leone d'inverno (The Lion in Winter)
  - Lalo Schifrin - La volpe (The Fox)
  - Jerry Goldsmith - Il pianeta delle scimmie (Planet of the Apes)
  - Alex North - L'uomo venuto dal Kremlino (The Shoes of the Fisherman)
  - Michel Legrand - Il caso Thomas Crown (The Thomas Crown Affair)

### Miglior canzone
- The Windmills of Your Mind, musica di Michel Legrand, testo di Alan Bergman e Marilyn Bergman - Il caso Thomas Crown (The Thomas Crown Affair)
- Chitty Chitty Bang Bang, musica e testo di Richard M. Sherman e Robert B. Sherman - Citty Citty Bang Bang
- For Love of Ivy, musica di Quincy Jones, testo di Bob Russell - Un uomo per Ivy (For Love of Ivy)
- Funny Girl, musica di Jule Styne, testo di Bob Merrill - Funny Girl
- Star!, musica di Jimmy Van Heusen, testo di Sammy Cahn e Marilyn Bergman - Un giorno... di prima mattina (Star!)

### Miglior documentario
- Journey Into Self, regia di Bill McGaw
- A Few Notes on Our Food Problem, regia di James Blue
- Legendary Champions, regia di Harry Chapin
- Other Voices, regia di David H. Sawyer
- Young Americans, regia di Alexander Grasshoff

### Miglior cortometraggio
- Robert Kennedy Remembered, regia di Charles Guggenheim
- De Düva: The Dove, regia di George Coe e Anthony Lover
- Duo (Pas de deux), regia di Norman McLaren
- Prelude, regia di John Astin

### Miglior cortometraggio documentario
- Why Man Creates, regia di Elaine Bass e Saul Bass
- The House that Ananda Built, regia di Fali Bilimoria
- The Revolving Door, regia di Lee R. Bobker
- A Space to Grow, regia di Thomas P. Kelly Jr.
- A Way Out of the Wilderness, regia di Dan E. Weisburd

### Miglior cortometraggio d'animazione
- Troppo vento per Winny-Puh (Winnie the Pooh and the Blustery Day), regia di Wolfgang Reitherman
- The House that Jack Built (La maison de Jean-Jacques), regia di Ron Tunis
- The Magic Pear Tree, regia di Charles Swenson
- Windy Day, regia di John Hubley e Faith Hubley

## Premi onorari

### Premio alla carriera
- John Chambers per il suo straordinario risultato come truccatore de Il pianeta delle scimmie.
- Onna White per gli straordinari risultati per la coreografia di Oliver!

### Premio umanitario Jean Hersholt
- Martha Raye